# فيليبا سيزار
فيليبا سيزار (بالبرتغالية: Filipa César‏) هي مخرجة برتغالية، ولدت في 1975 في بورتو في البرتغال.

## روابط خارجية
- فيليبا سيزار على موقع IMDb (الإنجليزية)